# Florentine Houdinière
Florentine Houdinière (13 juli 1975) is een Franse kunstschaatser en choreograaf en schaatsdocent.
Houdinière begon als kind met kunstschaatsen en werd in 1992 Frans jeugdkampioen. Tussen 1990 en 1995 maakt zij deel uit van de Franse kunstschaatsploeg en nam deel aan internationale wedstrijden. In 1996 werd zij professioneel kunstschaatser en maakte deel uit van het internationale gezelschap van Holiday On Ice. Zij trad op over de gehele wereld en nam in vele producties hoofdrollen voor haar rekening als Anastasia in Anastasia, Cruella de Vil in 101 Dalmatiërs, Belle in Belle in het Beest. Als choreograaf werkte ze in Frankrijk en Italië. Houdinière woont in Parijs.
In 2006 was ze de schaatspartner van Hein Vergeer in het Nederlandse SBS6-programma Sterren dansen op het ijs en in 2007 deed ze mee aan de Vlaamse versie "Sterren op het ijs" van VTM als schaatspartner van Vital Borkelmans, ex-Club Brugge voetballer.